# Răchiteni (gmina)
Răchiteni – gmina w Rumunii, w okręgu Jassy. Obejmuje miejscowości Izvoarele, Răchiteni i Ursărești. W 2011 roku liczyła 3084 mieszkańców.